# Твердоголовые камбалы
Твердоголовые камбалы (лат. Pleuronichthys) — род лучепёрых рыб из семейства камбаловых. Максимальная общая длина тела у представителей разных видов варьирует от 24 до 46 см. Представители рода обитают в Тихом океане. Они безвредны для человека, некоторые виды являются объектами промысла.

## Виды
На ноябрь 2023 в состав рода включают 7 видов:
- Pleuronichthys coenosus
- Рогатая камбала (Pleuronichthys cornutus)
- Pleuronichthys decurrens
- Pleuronichthys guttulatus
- Pleuronichthys ocellatus
- Пятнистая камбала (Pleuronichthys ritteri)
- Рогатая камбала (Pleuronichthys verticalis)